# 周南郡
周南郡，中国南北朝时设置的郡。
北周保定元年（561年）置周南郡，治盩厔县（今陕西户县西北三十五里）。北周天和二年（567年）又于周南郡侨置恒州，为恒州治。辖境约当今陕西省西安市鄠邑区。一说周武帝建德三年（574年）废除周南郡，属县改属京兆郡。